# Hesjön (Kvillinge socken, Östergötland)
Hesjön är en sjö i Norrköpings kommun i Östergötland och ingår i Motala ströms huvudavrinningsområde.